# كوني البقرة
البقرة كوني هو مسلسل تلفزيوني رسوم متحركة إسباني للأطفال ابتكره جوزيب فيسيانا، وصممه رومان ريباكيفيتش. في الولايات المتحدة، تم بث المسلسل على نوجين Noggin من 8 سبتمبر 2003 إلى 2005.
جمع العرض الرسوم المتحركة ثنائية الأبعاد للخلفيات مع الرسوم المتحركة الرقمية ثلاثية الأبعاد للشخصيات.

## حبكة
تستكشف بقرة صغيرة فضولية تُدعى كوني عالمها الملون.

## روابط خارجية
- كوني البقرة على موقع IMDb (الإنجليزية)
- كوني البقرة على موقع كينوبويسك (الروسية)
- كوني البقرة على موقع قاعدة بيانات الفيلم (الإنجليزية)
- كوني البقرة  في قاعدة بيانات الأفلام على الإنترنت (بالإنجليزية)